# Tutte le strade portano a Roma

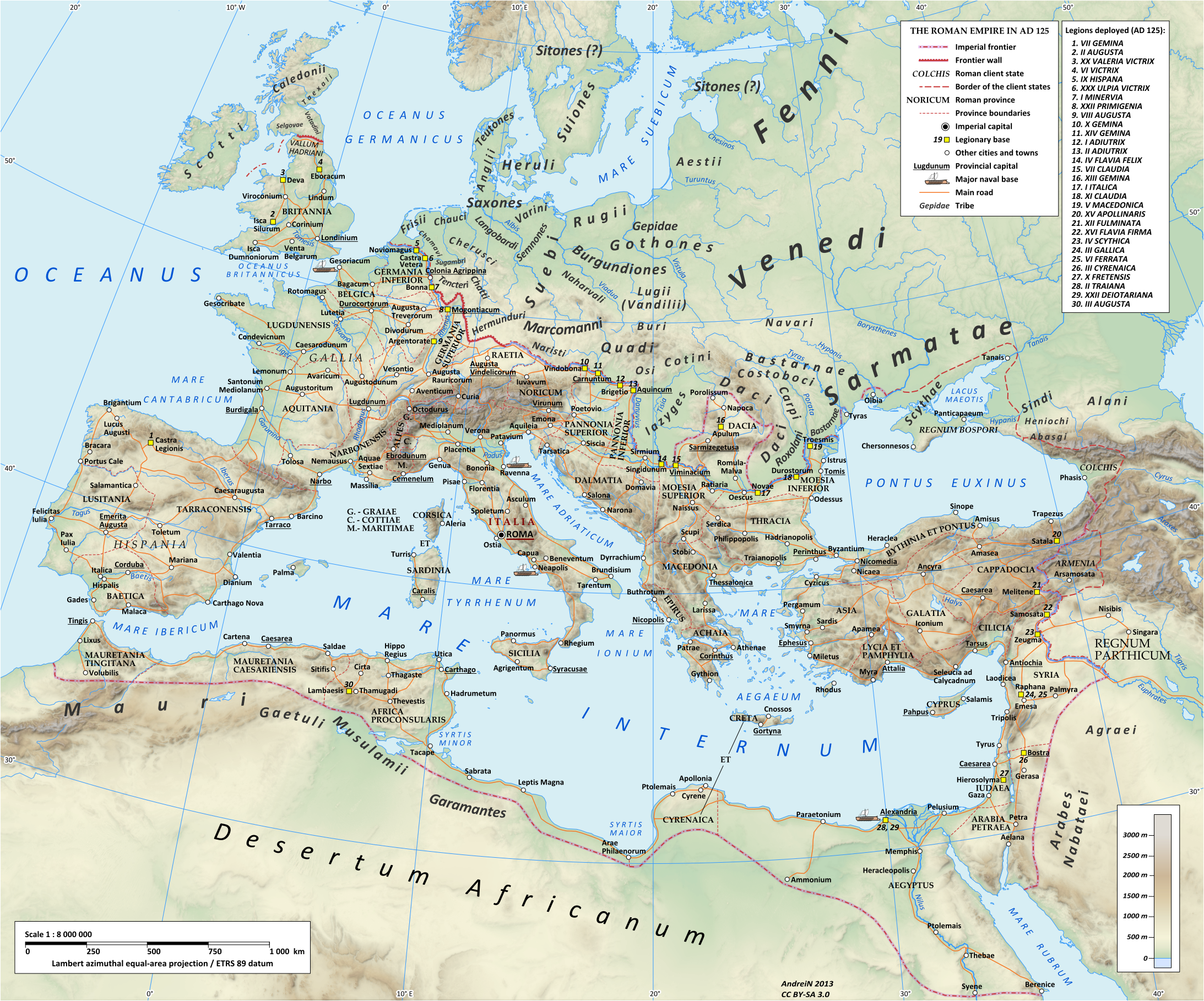
Strade romane ai tempi di Adriano

Tutte le strade portano a Roma (Omnes viae Romam ducunt in latino; Tutte 'e strade pòrteno a Roma in dialetto romanesco) è un proverbio della cultura popolare italiana.

## Origine
Il proverbio trae origine dall'efficiente sistema di strade dell'antica Roma, su cui in buona parte si basa l'attuale sistema viario italiano. Molte strade consolari partivano da Roma e quindi, se prese in senso contrario, "portavano a Roma". Le attuali strade statali italiane contrassegnate con i numeri da 1 a 8 sono tutte ex strade consolari romane con partenza dal chilometro zero della capitale: Aurelia, Cassia, Flaminia, Salaria, Tiburtina, Casilina, Appia, Ostiense.

## Significato
Al di là del significato letterale, il proverbio ha anche un significato traslato. La frase sembra essere stata scritta per la prima volta in latino da Alano di Lilla nel XII secolo, in senso cristiano, essendo Roma la città del Papa: secondo questa interpretazione il proverbio afferma che, nonostante le difficoltà, si può accedere a Dio in molti modi o, più in generale, che è possibile raggiungere lo stesso obiettivo in modi molto diversi.